# Friedrich Julius Otto

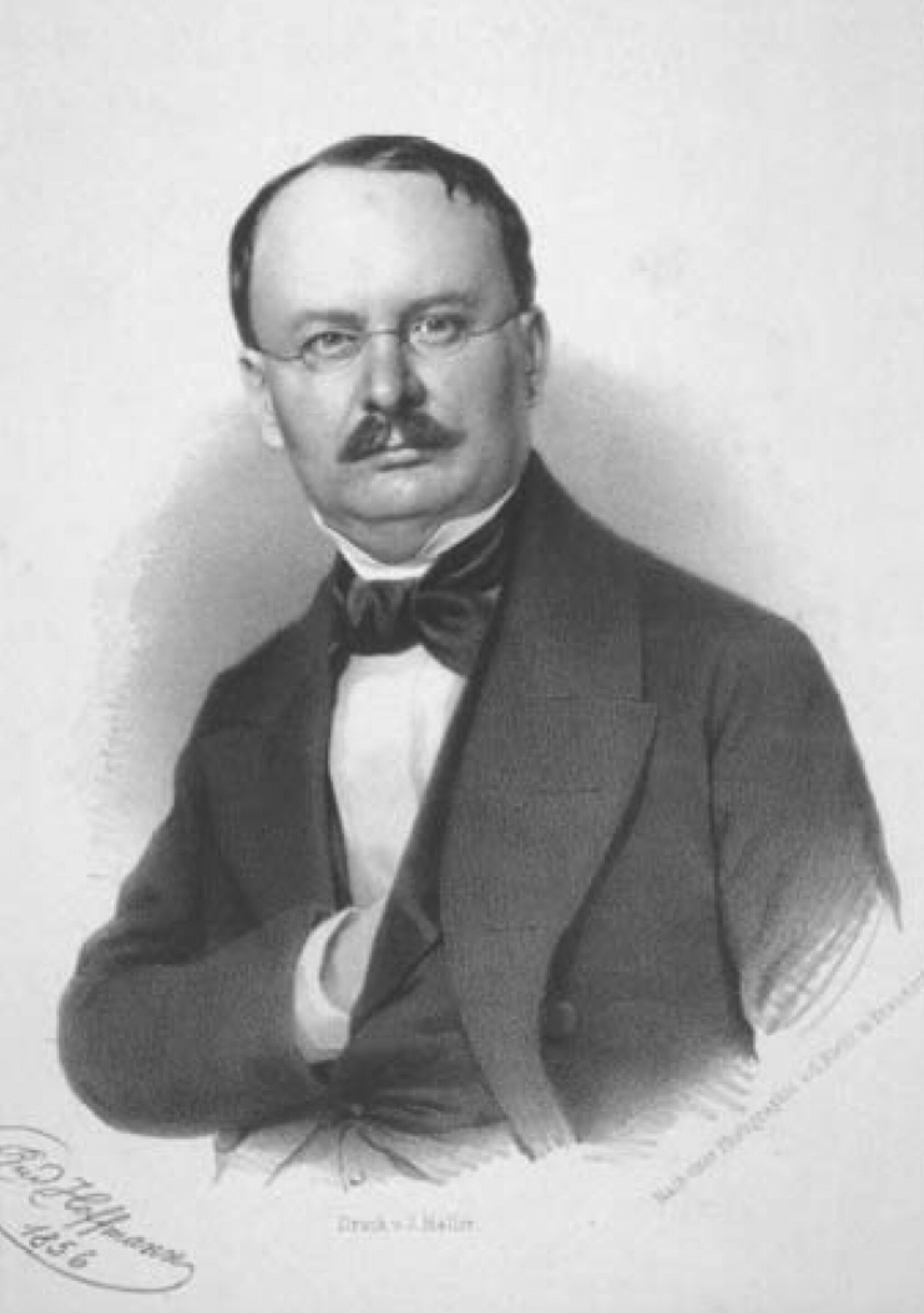
Friedrich Julius Otto 1856

Friedrich Julius Otto (* 8. Januar 1809 in Großenhain; † 12. Januar 1870 in Braunschweig) war ein deutscher Chemiker, Pharmazeut und Hochschullehrer.

## Leben
Friedrich Julius Otto besuchte die Schule in seinem Geburtsort und in Grimma. Eine Apothekerlehre in Großenhain schloss sich an. Danach studierte er Pharmazie und Chemie an der Universität Jena mit Promotion 1831 oder 1832. Er wechselte nach Braunschweig, zunächst an die dortige Landwirtschaftliche Lehranstalt, und dann 1835 als außerordentlicher Professor für Pharmazie und weitere Fächer an das Collegium Carolinum. Dort erhielt er 1842 das Ordinariat für Pharmazie, Pharmakognosie und technische Chemie.
Sein Tätigkeitsfeld reichte neben der Pharmazie breit gefächert von lebensmittelchemischen Fragen über technische Chemie bis zur chemischen und toxikologischen Analytik. Er war einer der Begründer des Stas-Otto-Trennungsgangs in der pharmazeutischen Analytik und gab zusammen mit Thomas Graham eine grundlegende Lehrbuchreihe heraus, „Graham-Otto’s ausführliches Lehrbuch der Chemie“ in drei Bänden. Den zweiten Band über Anorganische Chemie verfasste er.
Er war der Vater von Robert Otto.

## Schriften
- Thomas Graham’s Lehrbuch der Chemie. Bearbeitet von Fr. Jul. Otto, Vieweg, Braunschweig. 3 Bände, 1840, 1843 (Band 3 in zwei Lieferungen)
- Graham-Otto’s ausführliches Lehrbuch der Chemie. 3 Bände in 5 Teilbänden, 3. Auflage, Vieweg, ab 1854 (bearbeitet von Hermann Kolbe, Johann Heinrich Buff, Friedrich Zamminer, Ernst von Meyer, Hermann Fehling, Hermann Kopp), Band 1: Physikalische Chemie, Band 2: Anorganische Chemie, Band 3: Organische Chemie[2]